# 藻岩山
藻岩山（もいわやま）は、北海道札幌市の中心部から南西約5キロメートル（札幌駅の南西6km）に位置する標高531メートル (530.9m〈531.03m〉) の山。

## 概要
藻岩山にはロープウェイや自動車道が通り、展望台や冬季はスキー場により、札幌市民や観光客の行楽地となっている。

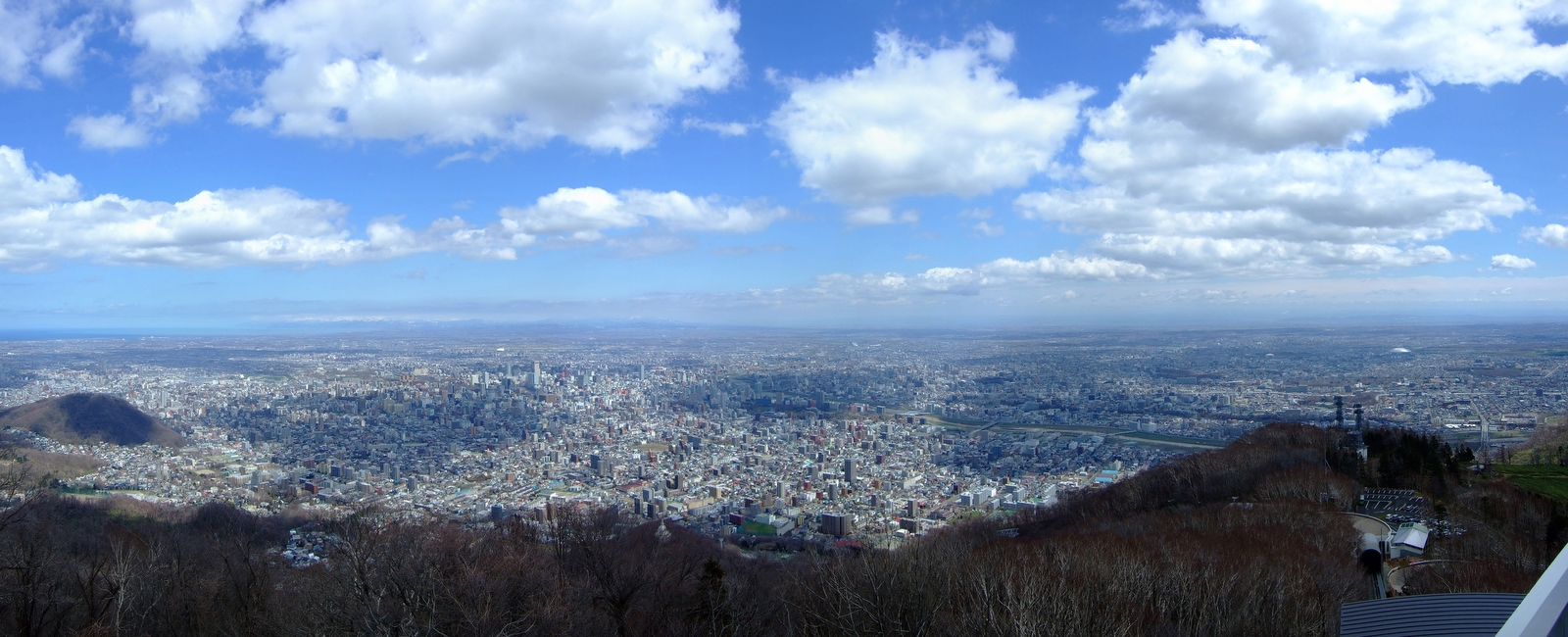
山頂展望台より石狩平野の眺望（2012年4月）

山頂に登るには、北側から「もいわ山ロープウェイ」と「もーりすカー」（ケーブルカー）を乗り継ぐか、あるいは南側から「藻岩山観光自動車道」（冬季休業）で中腹まで至り、「もーりすカー」に乗り換えて行くことができる。ともに有料。また、5つの登山道も整備されている。

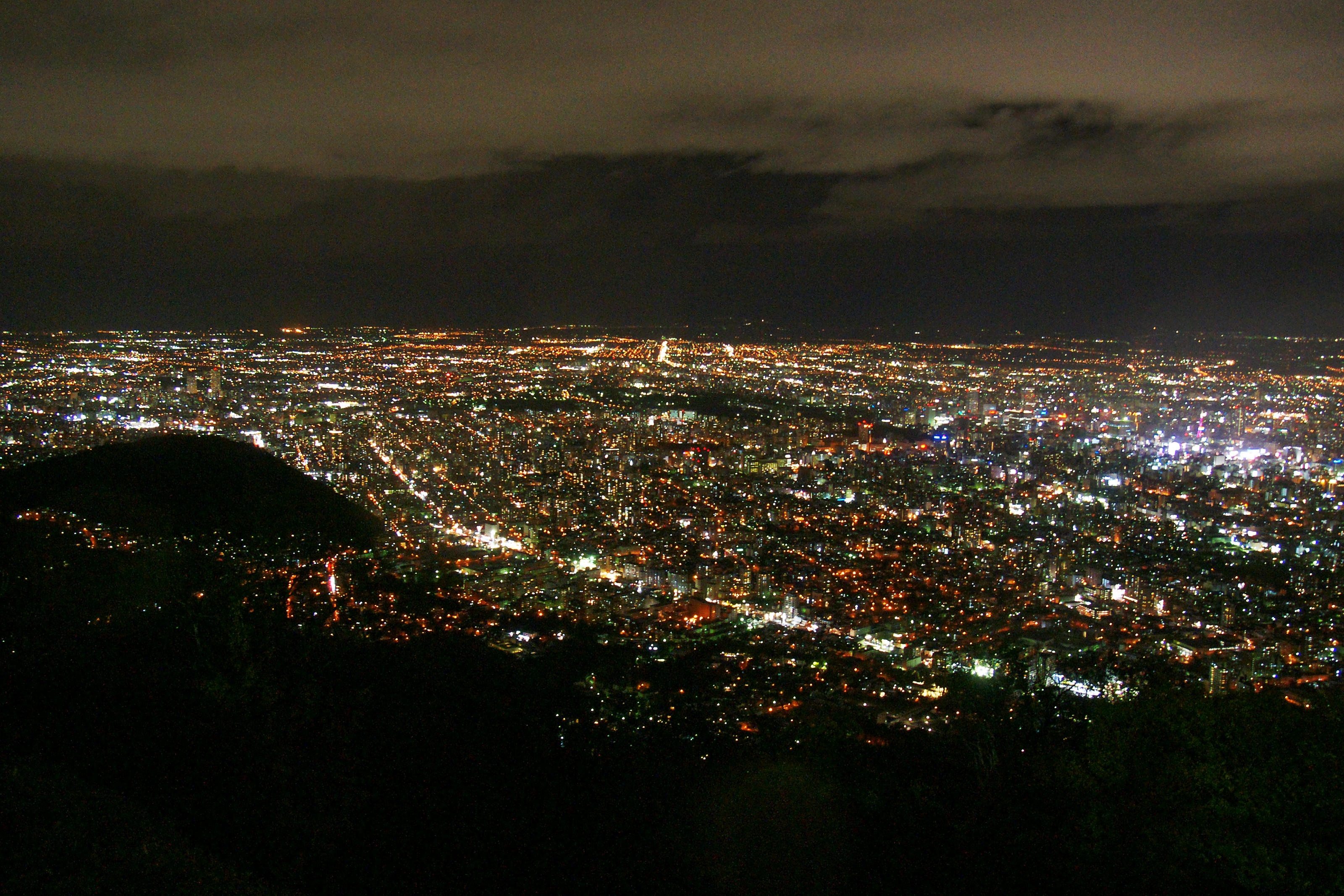
山頂展望台から望む札幌市街の夜景（2009年10月）

山頂展望台からは石狩平野、そして石狩湾までを一望することができ、夜には札幌市街の夜景を楽しめる。夜景は、函館市の函館山、小樽市の天狗山とともに「北海道三大夜景」の1つとされ、日本の「夜景100選」にも認定されている。また、札幌市は2015年（平成27年）より「日本新三大夜景都市」に認定されている。
札幌市南区北部に位置し、都心部から近く市電やバスでアクセスしやすい立地もあって、多くの市民や外国人を含む観光客でにぎわう。2017年（平成29年）度の来訪者は約90万6000人。山頂の南東方向に札幌藻岩山スキー場がある。
小惑星(5146) Moiwaは藻岩山に因んで命名された。

## 地質と地形

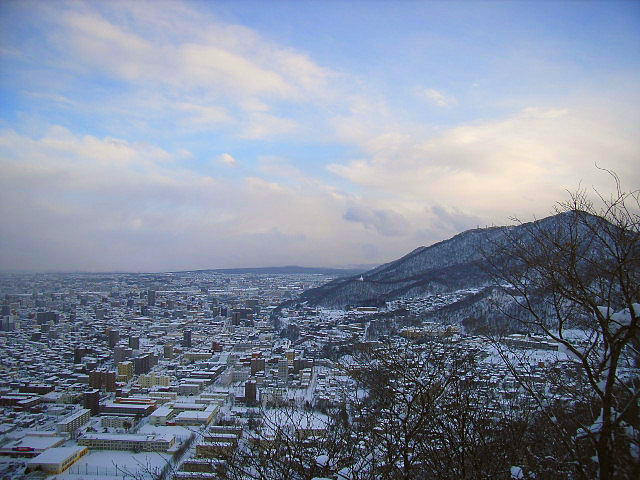
円山の頂上から見た藻岩山と豊平川扇状地（2005年1月）

藻岩山の基盤を構成する地質は、650-300万年前、第三紀の中新世末から鮮新世に浅い海底に溶岩が噴出した際に形成された西野層と称される堆積岩であり、角閃石デイサイト質溶岩・貫入岩、ハイアロクラスタイト（水冷破砕岩）、安山岩質軽石凝灰岩、泥岩からなる。その後、280-230万年前にかけて、鮮新世末から第四紀の更新世初頭に起きた三度の噴火により安山岩質溶岩が噴出し、山体を作った。最も古い下部の藻岩溶岩 3（軍艦岬溶岩）は「軍艦岬」と呼ばれる北尾根突端部に見られるが、山体の大部分は2度目の噴火による山頂付近から北側尾根にかけての藻岩溶岩 2（藻岩山溶岩 II）に覆われる。山頂から南側の尾根沿いには最も新しい藻岩溶岩 1（藻岩山溶岩 I）が認められる。
藻岩山は後志山地の東端に位置する。藻岩山の山頂からは、崖錐状堆積物（山麓緩斜面堆積物）の見られる幅広い谷を挟んで、南東に向けて尾根が北側と南側に並んで延びる。藻岩山の北東面は直線状の斜面を形成し、豊平川扇状地面（札幌面）に接している。山麓に近いところが山鼻という地区で、その北方に札幌市中心部が発展している。市街にビルが立ち並ぶ以前に札幌の人々が馴染んだ藻岩山の姿は、この方面から見たものである。

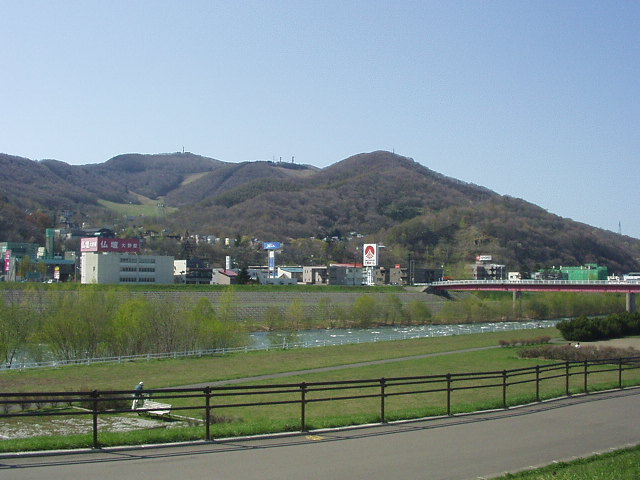
藻岩山と豊平川（2004年5月）

北側の尾根は、札幌市街方面から見ると裾野が長く緩やかに延び、先端が岬のように急に落ちて見える。この姿が軍艦の舳先の形に似ていたことから、北尾根の先端は明治時代より「軍艦岬」と呼ばれた。岬と呼ばれるが、崖下は海や湖ではなく山鼻川が流れている。南側の尾根の先端は「割栗岬（わりぐりみさき）」と呼ばれ、崖下を豊平川が流れる。2つの尾根に挟まれた浅い谷は藻岩下という地区で、山鼻川が流れ出る。軍艦岬から割栗岬に至るこの地は地形上古くから交通の要衝であり、1870年（明治3年）に東本願寺が「本願寺道路」（山鼻 - 八垂別〈はったりべつ、現在の川沿〉間「ハッタルベツ新道」）を開削した後、石山からの札幌軟石の輸送などにも使われた。現在は国道230号が通じている。

## 歴史

### インカルシペ
現在の藻岩山は、アイヌ民族からアイヌ語で「インカルシペ（インカルシュペ）」（いつも登って見張りをするところ）と呼ばれていた。この山はアイヌにとっての聖地であり、尊い神の山であった。異変があると山腹にカムイシュネ（神の炬火）が灯るさまが眺められたという。山鳴りがするような時は、大吹雪や天然痘（疱瘡）の流行などの兆しとして警戒し、本当に天然痘の流行が始まればこの山に逃げ込み、神の加護を願った。江戸時代末期、松浦武四郎は、1859年（安政6年）の『後方羊蹄日誌』において、「エンガルシベ」は往古より深く信仰される山であり、ここに「蝦夷総鎮守の宮」を建てるよう意見を記している。
明治時代に入植した初期の和人たちは、インカルシペ山（インカルシペヌプリ）の意味および発音から、当初は「眺臨山」や「笑柯山（えんがるやま）」と称した。しかし、「モイワ」（小さな山）と呼ばれていた隣の小山に「円山」の字があてられると、「円山」はモイワやインカルシペのある山岳の総称ともなった。やがてモイワとインカルシペを取り違え、「インカルシペ」を藻岩山、「モイワ」を円山と呼び習わすようになり、そのまま地名として定着してしまった。

### 藻岩原始林
開拓使は1871年（明治4年）より7種（イチイ・ハリギリ・イヌエンジュ・ヤマグワ・トドマツ・カツラ・エゾヤマザクラ）の立木の伐採を禁じ、1873年（明治6年）に官林を定めると、藻岩山や円山は禁伐林として保護された。しかし、1882年（明治15年）の開拓使の廃止による三県一局時代を経て北海道庁（1886年〈明治19年〉-1887年〈明治20年〉）となると、樹木の伐採禁止は緩和され、針葉樹など一部が伐採されるようになる。明治時代中頃には南側で木材が伐採され、この藻岩山は札幌に近いこと、近くの豊平川を用いた水運が利用できることから、北の沢川から豊平川、創成川を経由して札幌まで流された。
1892年（明治25年）に来日したアメリカの植物学者サージェントは、札幌農学校出身で藻岩・円山を研究フィールドとした植物学者の宮部金吾の案内で藻岩山を訪れ、その狭い地域における植生の多様性を『日本森林植物誌』（英: “Forest flora of Japan”、1894年）で世界的にも珍しいと紹介した。その後、明治時代末から大正時代初頭になると北海道の主な原始林の保存が検討され、北東斜面にあるシナノキ、ミズナラ、ダケカンバなどの広葉樹が生い茂る「藻岩原始林」が、1915年（大正4年）に北海道庁より原生天然保護林に指定された。その後、1921年（大正10年）3月3日、「円山原始林」とともに北海道で最初の天然記念物（史蹟名勝天然紀念物）に指定された。指定区域は284.7ヘクタール (284.68ha) の国有林であり、天然記念物になる以前、開拓使時代から伐採などの利用が禁止されてから今日まで、一度も人の手が入ったことのないという厳密な意味での原始林ではなく、原生林に近い天然林にあたる。1969年（昭和44年）11月、文部省と北海道教育委員会により「天然記念物 藻岩山原始林」碑が、藻岩山山頂、ロープウェイ終点広場、慈恵会病院登山口に建立されている。
南（南西）斜面の原生林は明治時代の数度の山火事により焼失し、天然記念物区域に指定されておらず、太平洋戦争後はスキー場などに利用された。

### 藻岩観音
山麓にある新善光寺の初代住職が、1885年（明治18年）に北海道新西国三十三番観音安置の許可を受けたことより、山道が開かれ、1886年（明治19年）、参道が整備されると、同年6月1日に山開き大祭がとり行なわれた。1901年（明治34年）には2代住職により、各所に西国三十三所観音霊場を模した33体の観音像が置かれ、山頂に石堂が造られた。以来、6月1日には「藻岩山山開き」として、信者が山頂に参拝する行事が毎年行われ、明治時代末頃には、山開きは札幌の年中行事として親しまれた。参道の幅は1932年（昭和7年）に拡張された。その後、石堂は観光施設建設のために山頂の別の場所に移設され、1973年（昭和48年）に六角堂として再建された後、山開き大祭108回となった1992年（平成4年）に本格的建築として落成し、今日の藻岩観音奥の院（正式名称「浄土宗観音寺藻岩観音奥之院」）になった。堂内には竜頭観音が安置されており、堂の傍らにある水かけ観音は、かつての石堂に安置された石像である。山頂に至る藻岩観音の参道は、今日の主要な藻岩山登山道（慈啓会病院前コース）となっている。

### 旧札幌スキー場
戦後占領期の1946年（昭和21年）に北東の山腹（ロープウェイ沿線の北側）を切り拓いた進駐軍専用の札幌スキー場が建設されるとともに、1946年（昭和21年）12月、日本初のスキーリフトが導入された。当時、宮部金吾およびその後の舘脇操が同地の保全を提唱した。そして、1958年（昭和33年）の第13回国民体育大会における使用を最後に、自然保護のため立ち入りが禁止されたことで、現在は植生がある程度回復しており、スキーリフトの台座などの遺構が残るのみである。
なお、第二スキーコースの上部は藻岩山山頂コースとして札幌市交通局（1985年からは札幌交通開発公社）の運営により2005年（平成17年）までチェアリフトが設置され、冬季にはスキーコースとして活用された。

### 仏舎利塔

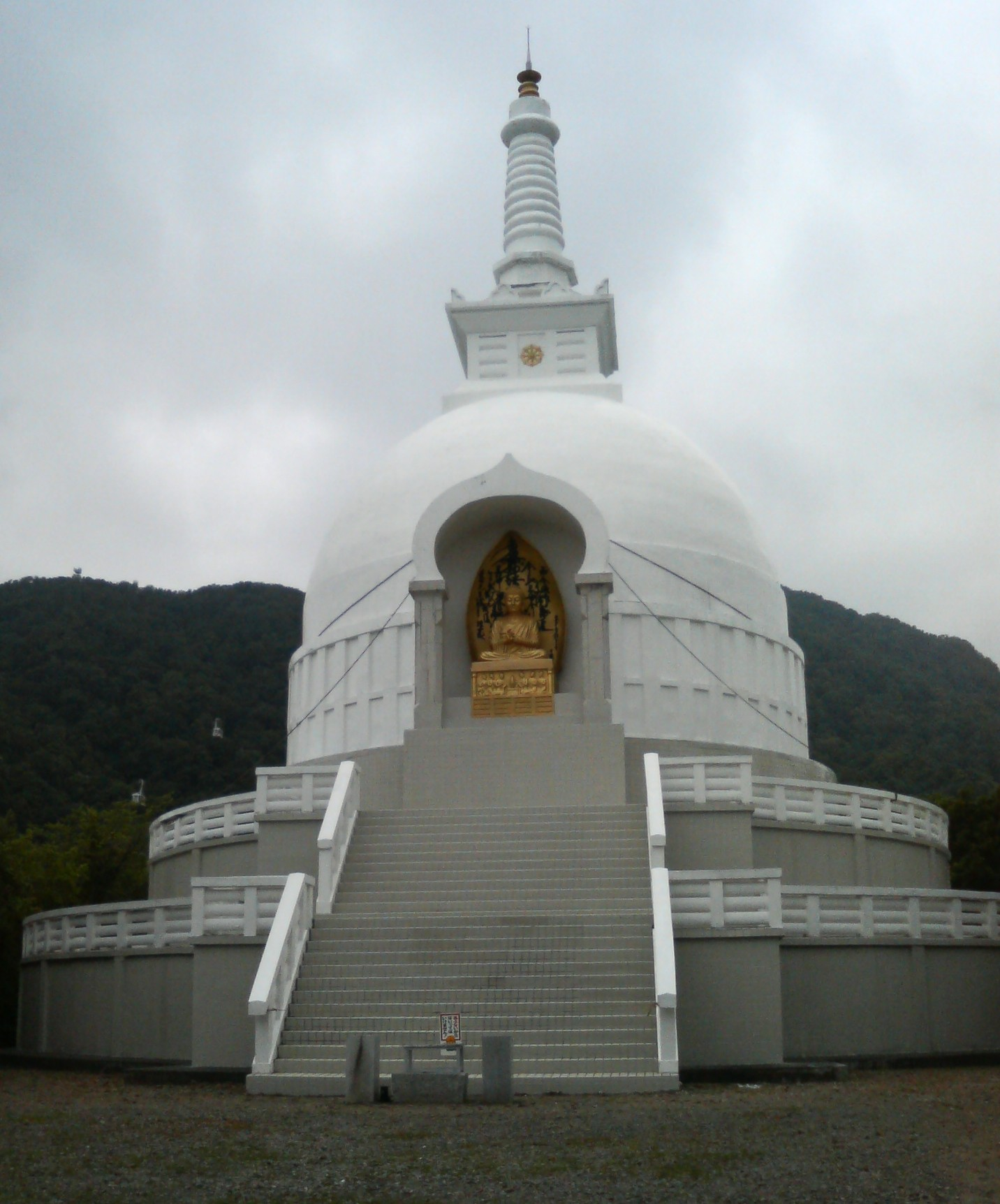
札幌仏舎利塔

北東側の山麓に近い標高178メートルの位置に、白い仏舎利塔（通称「納骨堂」、「平和の塔」、正式名称「札幌平和塔」）が建っている。太平洋戦争の犠牲者の冥福と世界・日本の平和を祈る目的で、日本山妙法寺の藤井日達の発願により、1959年（昭和34年）に建立され、その後、改装されている。高さ33メートル、基底幅28メートル。インドのネール首相から贈られた仏舎利が安置されている。
この平和塔の南側の中腹（ロープウェイの沿線下付近）には、かつてエゾシカ園が設けられていたが、その後、「森永牧場」（1966年〈昭和41年〉森永乳業開設）と呼ばれる乳牛牧場となり、北海道の形状をした浅い池も存在していた。現在は撤去され、跡地は「はらっぱ」と呼ばれる広場になっている。
また、山麓の観光スポットとして「ちざきバラ園」があったが、2009年（平成21年）10月に閉園した。現在、同地にはローズガーデンクライスト教会（2010年〈平成22年〉6月完成）が建つ。

### 藻岩山神社
ロープウェイ中腹駅の近隣にある藻岩山神社は、1987年（昭和62年）に建立されたもので、現在の中央区伏見の山麓に位置する札幌伏見稲荷神社の境外末社となる。オーストリア＝ハンガリー帝国の軍人レルヒからスキーを学んだ学生数人が1912年（明治45年）3月に藻岩山スキー登山を決行したことが北海道の山スキーの発祥とされることから、伏見稲荷大神とともに、ウルの神（北欧神話のスキーの神）、レルヒの神（スキー術を伝授したレルヒ）、ブランデージの神（札幌オリンピック時の国際オリンピック委員会〈IOC〉会長）を祀り、藻岩山スキー客の無病息災と安全を祈願して建立された。

### 行政区域としての「藻岩山」地区
札幌市南区の町名として「藻岩山」があり、山頂一帯から東側の麓（藻岩下に属する南東部の一部を除く）を占めている。郵便番号は005-0041。
2015年（平成27年）国勢調査によれば、行政町名としての「藻岩山」地域は、調査時点で人口0人である。

## 自然

### 気象
最寄りの観測地点からの気温推定値を以下に示す。
| 地点         | 標高(m) | 年平均気温(℃) | 最寒月均気温(℃) | 最暖月均気温(℃) |
| ------------ | ------- | ------------- | --------------- | --------------- |
| 藻岩山山頂   | 531     | 5.4           | -6.9            | 19.0            |
| 札幌市中央区 | 17      | 8.9           | -3.6            | 22.3            |

積雪は、札幌藻岩山スキー場の最上部では市街地に比べておよそ30センチメートル多い。また、木々が芽吹く季節である4-5月は平均風速が大きく、それにより山頂や尾根沿いでは偏形樹（風衝樹形）が見られる。

### 植物
樹木は100種余り（高木41種、低木54種、つる植物12種、計107種）の数多くの樹種が認められる。冷温帯性の落葉広葉樹林が最も多く、伐採の影響が見られない北・東斜面などにはイタヤカエデ（エゾイタヤ）・シナノキ林が広がり、ミズナラやホオノキなどが多様に混生しており、山頂付近にはダケカンバ林が見られる。尾根沿いや伐採の影響より再生した二次林は若いミズナラ林となる。軍艦岬の沢沿いなどにはカツラ林がある。
発見地などにちなんだ和名・学名が以下の植物につく。
藻岩や関連する和名・学名（太字）をもつ植物
- モイワナズナ Draba sachalinensis (F. Schmidt) Trautv. - アブラナ目アブラナ科。
- モイワシャジン Adenophora pereskiifolia (Fisch. ex Roem. et Schult.) Fisch. ex Loudon - キキョウ目キキョウ科。
- モイワラン Cremastra aphylla Yukawa - キジカクシ目ラン科。
- モイワボダイジュ Tilia maximowicziana Shirasawa var. yesoana (Nakai) Tatewaki - アオイ目アオイ科。オオバボダイジュの変種。
- ヤマハナソウ Saxifraga sachalinensis F.Schmidt ユキノシタ目ユキノシタ科。かつての山鼻村で宮部金吾により採取されたことによる。

### 動物
藻岩山周辺の大型哺乳類としては、エゾシカのほかヒグマも挙げられる。リス類は、エゾリス、エゾシマリスのほかエゾモモンガが生息する。また、エゾユキウサギも認められるが、キタキツネの増加により減少したといわれる。このほか特定外来生物であるアライグマも定着・拡大している。ネズミ類は、アカネズミ類であるヒメネズミ、ハントウアカネズミ（カラフトアカネズミ）、アカネズミ（エゾアカネズミ）、ヤチネズミ類のエゾヤチネズミが生息するほか、ヒメヤチネズミ（ミカドネズミ）も認められている。また、ネズミとは別系統であるトガリネズミ類としてバイカルトガリネズミ（エゾトガリネズミ）、オオアシトガリネズミが生息する。

### 鳥類
鳥類は藻岩山・円山でほぼ同様に120種余りが認められ、夏鳥を含む繁殖期に種数および個体数が最大になる。特に天然記念物のクマゲラの繁殖例が有名であるが稀であり、減少が懸念されるヨタカやエゾライチョウも1980年（昭和55年）以降の記録としてあるが21世紀以降は不明である。留鳥としては、カラ類、キツツキ類、ヒヨドリ、シメ、カケス（ミヤマカケス）、猛禽類のフクロウ（エゾフクロウ）やタカ類などが生息する。また、多くの夏鳥が繁殖するほか、渡り鳥の要地として多くの旅鳥も見られ、冬鳥としては、ツグミ、レンジャク類、アトリ類などが知られる。

### 昆虫
昆虫は藻岩山で数千種が確認されている。チョウ類は藻岩山・円山に約90種が生息する。日本の国蝶であるオオムラサキが一部で観察され、多くのミドリシジミ類（ゼフィルス〈Zephyrus〉）をはじめ、ウスバシロチョウ類（パルナシウス〈Parnassius〉）を含むアゲハチョウのほか、本州では高地に生息するチョウも見られる。
1926年（大正15年）8月4日に藻岩山で採集された1雌の標本より、1935年（昭和10年）に新種として発表されたエゾムモントゲヒゲトラカミキリ Grammographus jezoensis (Matsushita & Tamanuki, 1935) は、その後一度も見つかっておらず、そのタイプ標本も行方不明のため正体不明とされる。また、札幌農学校（のちの北海道大学）卒業生・教授で、藻岩山・円山を研究調査地とした昆虫学者の松村松年らにより、多くの昆虫に採集地の藻岩山にちなんだ和名・学名がつく。
藻岩を和名・学名（太字）にもつ昆虫
- モイワサナエ Davidius moiwanus moiwanus (Okumura, 1935)[125] - トンボ目サナエトンボ科。
- モイワキジラミ Psylla moiwasana Kuwayama, 1908 - カメムシ目キジラミ科（英語版）。
- アブラムシの1種 Semiaphis moiwaensis Takahashi, 1965 - カメムシ目。
- モイワウスバカゲロウ Epacanthaclisis moiwana (Okamoto, 1905)[125] - アミメカゲロウ目ウスバカゲロウ科。
- オナガカツオゾウムシ Lixus moiwanus Kono, 1928 - コウチュウ目ゾウムシ科。
- モイワハバチ（モイワナガハバチ） Strongylogaster moiwana Matsumura, 1912[125] - ハチ目ハバチ科（英語版）。
- フシダカヒメバチの1種 Sychnostigma moiwanum (Matsumura, 1912) - ハチ目ヒメバチ科。
- モイワマルズオナガヒメバチ Xorides sepulchralis (Holmgren, 1860) - ハチ目ヒメバチ科。
- コンボウアメバチの1種 Erigorgus moiwana (Uchida, 1928) - ハチ目ヒメバチ科。
- モイワケンヒメバチ Arotes albicinctus moiwanus (Matsumura, 1912)[125] - ハチ目ヒメバチ科。
- モイワヒメバチ Protichneumon moiwanus (Matsumura, 1912)[125] - ハチ目ヒメバチ科。
- モイワガガンボ Tipula moiwana (Matsumura, 1916)[125] - ハエ目ガガンボ科。
- ヒメガガンボの1種 Limonia moiwana (Alexander, 1924) - ハエ目ガガンボ科。
- モイワエゾカ Pachyneura fasciata (Zetterstedt, 1838 - ハエ目キノコバエモドキ科（英語版）。
- ミツボシキアブモドキ Xylomya moiwana (Matsumura, 1915)[125] - ハエ目キアブモドキ科（英語版）。
- アシブトオドリバエ Empis moiwasana (Matsumura, 1915) - ハエ目オドリバエ科。

## 登山
藻岩山には自然学習歩道が整備され、山麓から中腹までロープウェイ、中腹から山頂展望台までミニケーブルカーが整備されている。

### 登山道
自然歩道を利用して藻岩山山頂に至る総延長12.5メートルの5つの登山コースが整備される。
| コース             | 距離（-山頂） | 時間（登り） | 時間（下り） | ルート（入口-山頂）             |
| ------------------ | ------------- | ------------ | ------------ | ------------------------------- |
| 慈恵会病院前コース | 2.9km         | 70分         | 50分         | 1.8km-馬の背-1.1km              |
| 旭山記念公園コース | 4.0km         | 110分        | 90分         | 2.4km-T6分岐-0.5km-馬の背-1.1km |
| スキー場コース     | 2.5km         | 90分         | 60分         | 2.5km                           |
| 小林峠コース       | 4.5km         | 90分         | 80分         | 2.9km-T6分岐-0.5km-馬の背-1.1km |
| 北の沢コース       | 2.4km         | 60分         | 50分         | 1.3km-馬の背-1.1km              |

慈恵会病院前コース
慈啓会病院前より入り、北麓の登山口となる藻縁山（そうえんざん）観音寺から33体の観音像が安置され、参道として整備された由緒のある登山道である。
旭山記念公園コース
旭山記念公園前の登山口および園内より通じており、T6分岐で小林峠コースと合流し、馬の背分岐で慈恵会病院前コースと合流する。
スキー場コース
南麓の札幌藻岩山スキー場入口より尾根に登り、稜線沿いに兎平（うさぎだいら）、ロープウェイ中腹駅を経て山頂に至る。スキー場の休業期は場内を歩くこともできる。
小林峠コース
西麓の小林峠付近に登山口があり、T6分岐で旭山記念公園コースと合流し、馬の背分岐で慈恵会病院前コースなどと合流する。
北の沢コース
南西側の北の沢の禅宗寺より入った西麓に登山口があり、馬の背付近の分岐で慈恵会病院前コースなどと合流する。
このほかロープウェイと山麓駅周辺には、水道記念館まで往復約30分のコースや、平和塔を経由して一周する約60分のコースなどもある。なお、軍艦岬からの登山道は廃道となっている。

### 札幌もいわ山ロープウェイ

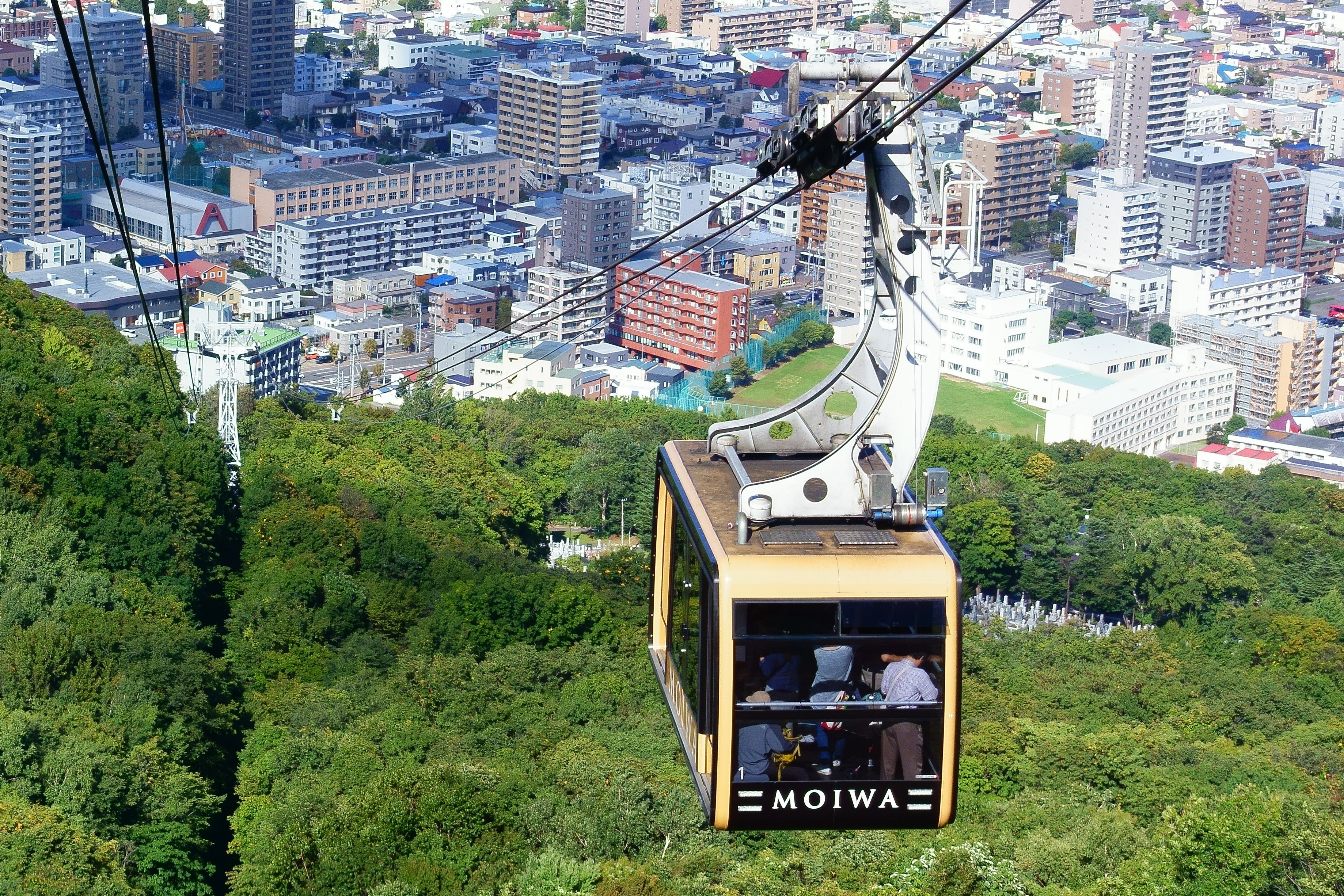
ロープウェイ4代目ゴンドラ（2015年9月）

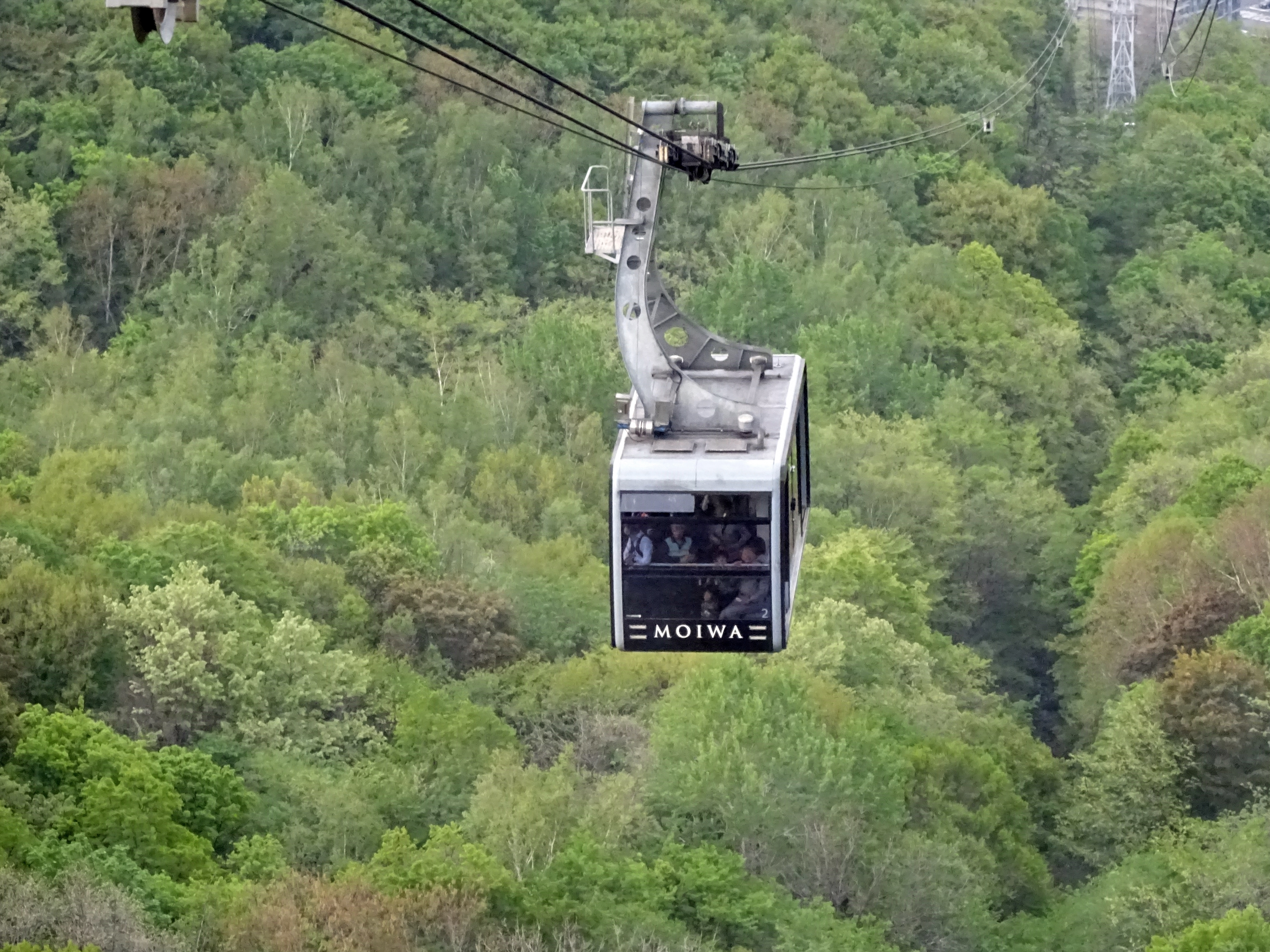
4代目ゴンドラ（2024年5月）

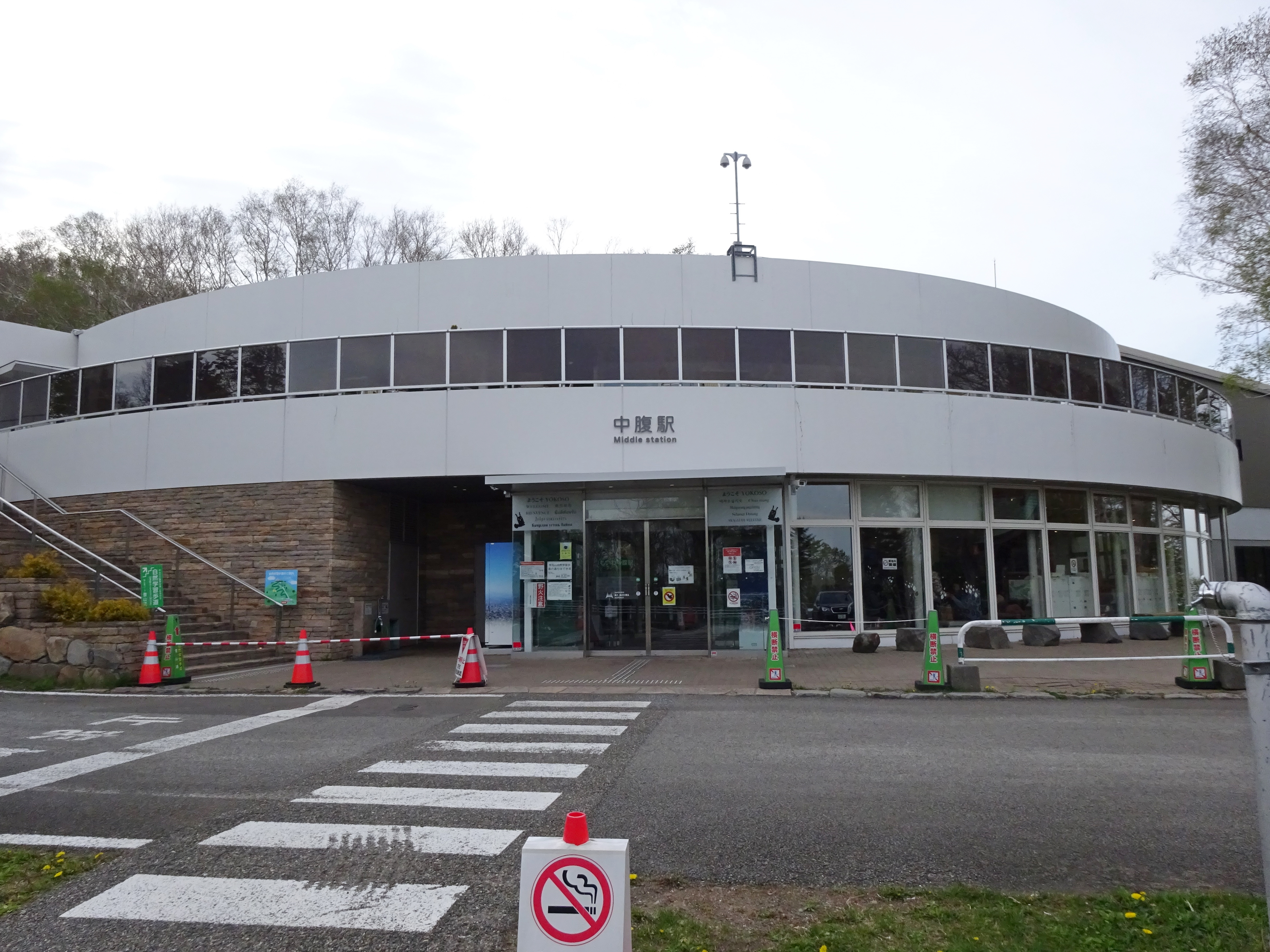
ロープウェイ中腹駅

最初に札幌市交通局によってロープウェイが建設されたのは、観光自動車道と同じ1958年（昭和33年）で、7月5日より運行が開始された。3線並列循環式で、色とデザインが市電330形を彷彿とさせる38人乗りの小型のゴンドラ30台が1分間隔で発車し、高低差366メートル、全長（傾斜長）約1,200メートルを片道10分で登り下りしていた。この「藻岩山ロープウェイ」は、1972年（昭和47年）の札幌冬季オリンピック開催を迎えるにあたり、より安全性の向上を図るため1970年（昭和45年）9月に運行を中止。翌1971年（昭和46年）に4線交走式で66人乗りのゴンドラ2台（こぶし号・はるにれ号）へと代わり、時間も片道5分に短縮された。
以前は、山上の「中腹展望台駅」からリフトに乗って山頂展望台に至っていた。1975年（昭和50年）、1976年（昭和51年）にリフトの大改修が行われたが、その後、老朽化のため2005年（平成17年）4月より休止。代わりに無料シャトルバス「もーりす号」を走らせ、冬季には雪上車が運行していた。
2010年（平成22年）4月より施設を休止して改装・整備された後、2011年（平成23年）12月23日より再開し、ゴンドラもまた新型にリニューアルされた。2基のゴンドラはそれぞれ藻岩山に生息するエゾフクロウ（銀色）、エゾリス（オレンジ色）をイメージしている。「もいわ山麓駅」から「もいわ中腹駅」間を運航し、中腹駅より「もーりすカー」に乗換えが可能である。
設備概要
- 運行間隔 - 15分
- 乗車定員 - 最大66名
- 乗車時間 - 約5分
- 距離 - 1.2km
- 時速 - 18km/h

営業時間
- 夏期（4月〜11月）	10：30〜22：00 ※上り最終21：30
- 冬期（12月〜3月）	11：00〜22：00 ※上り最終21：30
- ゴールデンウィークや8月の土日祝日には延長営業を行う。また、元日には夜間運行を行う。

利用料金
- 往復 - 一般1,400円、小学生以下700円
- 片道 - 一般700円、小学生以下350円
- 往復セット（ロープウェイ + もーりすカー） - 一般2,100円、小学生以下1,050円
- 片道セット（ロープウェイ + もーりすカー） - 一般1,050円、小学生以下530円
- 団体（15名以上）割引、シニア割引、修学旅行料金の設定あり

アクセス
札幌市電「ロープウェイ入口」電停下車、無料シャトルバス乗車2分、または徒歩10分。

### ミニケーブルカー（もーりすカー）

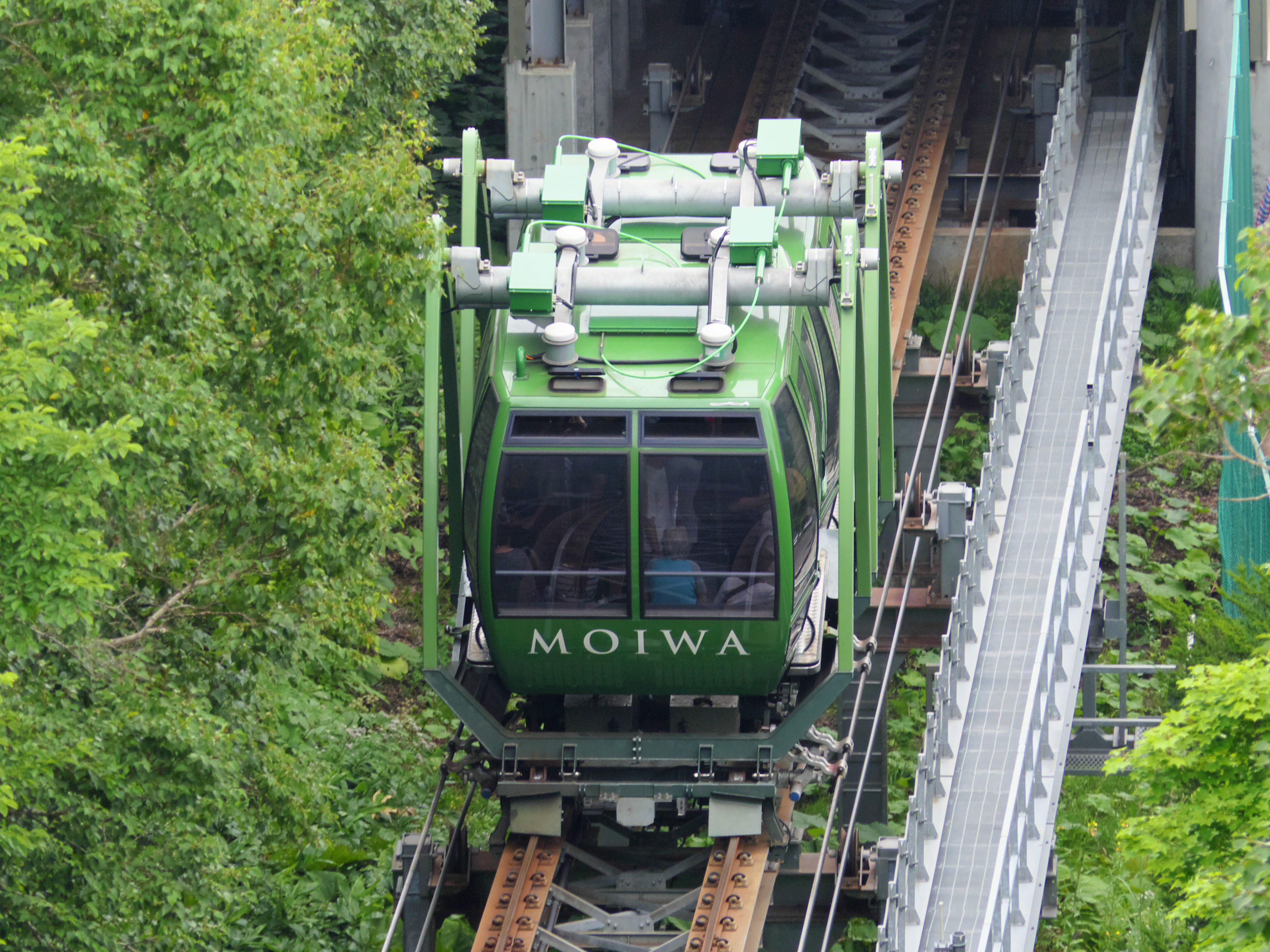
もーりすカー（2015年9月）

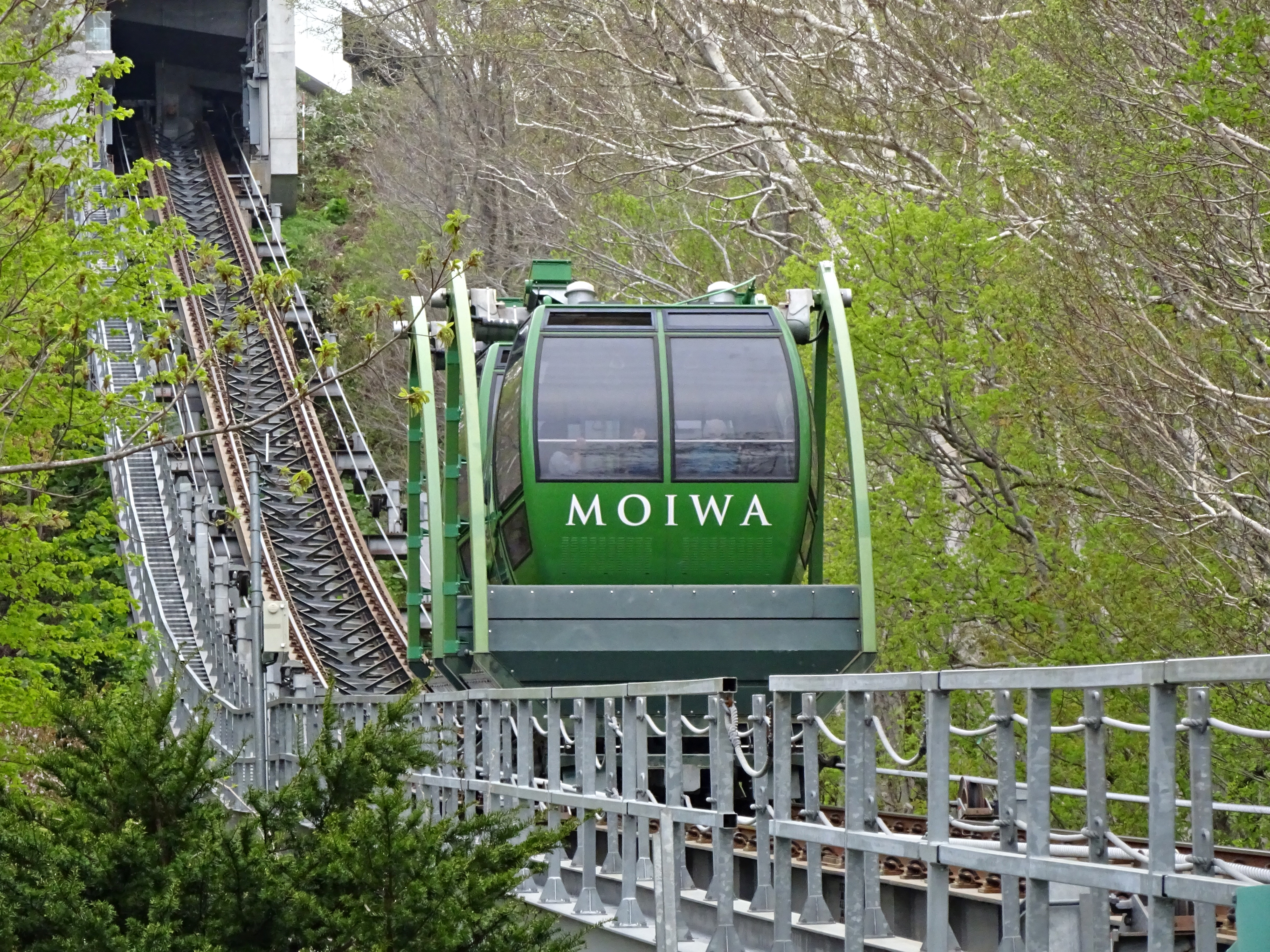
山麓側から見たもーりすカー（2024年5月）

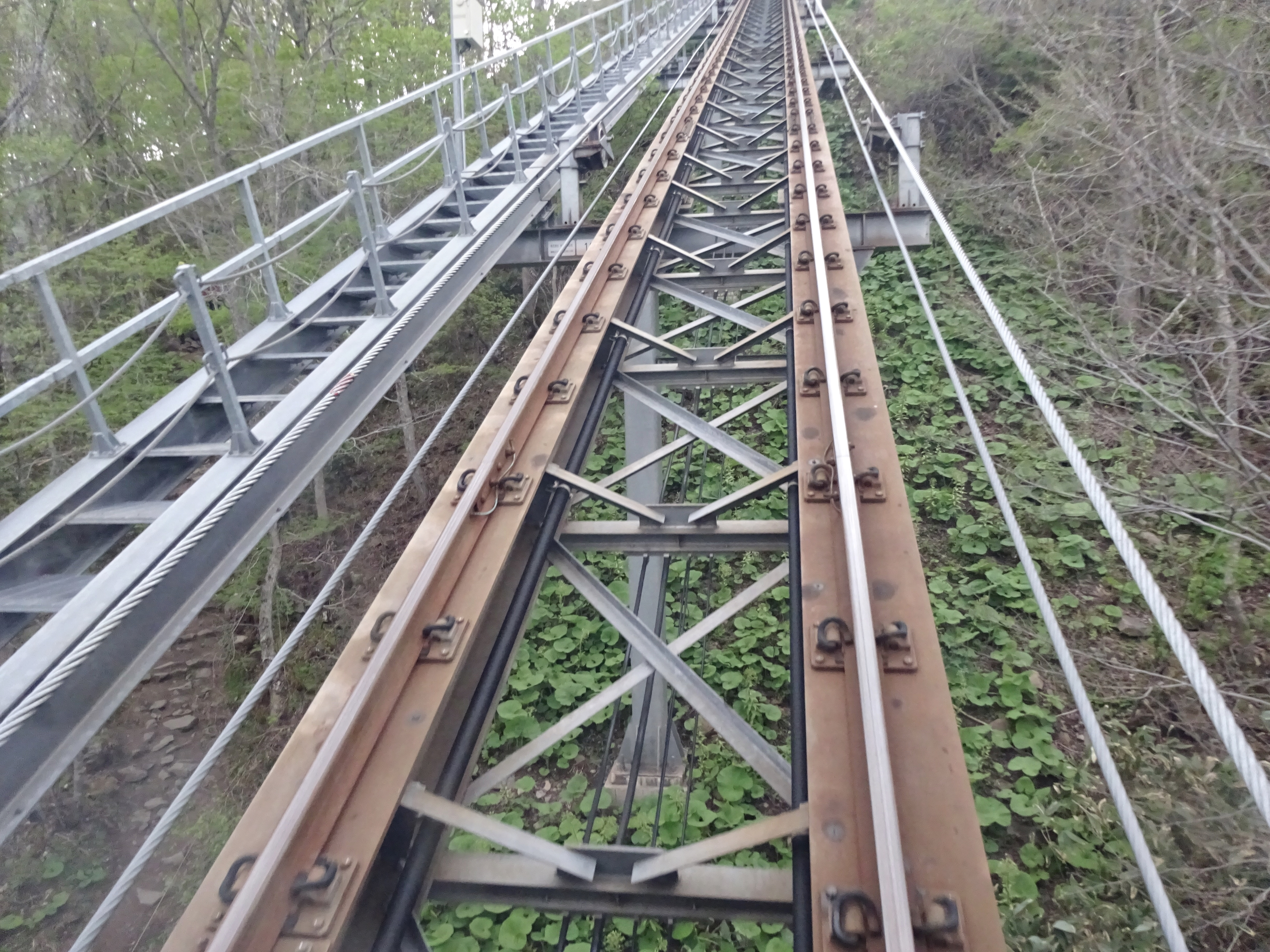
他所とは異なり両脇にケーブルがある

従来のチェアリフトに代わり、2011年（平成23年）12月23日の藻岩山の観光施設リニューアルとともに開通した。
スイス製のキャビンを持つ2両編成のミニケーブルカー。機構は日本ケーブル製で、線路の両脇にあるケーブルで移動する複式単線方式の傾斜地輸送設備である。キャビンはブランコのように吊るされており、線路の勾配が途中で変わっても水平を保つようになっている。
建築基準法に基づくエレベーターとしての扱いで、斜行エレベーター（鋼索式エレベーター）の一種である。
ロープウェイの乗換駅となる「もいわ中腹駅」から山頂展望台「もいわ山頂駅」間の約230メートルを運行している。愛称の「もーりす」は藻岩山のキャラクター名。
登場当時は専ら「もーりすカー」の名称が使われていたが、近年は「ミニケーブルカー」と案内されている。
設備概要
- 編成 - 2両
- 運行間隔 - 15分
- 乗車定員 - 最大60名（1両30名×2両）
- 乗車時間 - 約1分40秒
- 距離 - 約230m
- 時速 - 12.6km/h

利用料金
- 往復 - 一般700円、小学生以下350円
- 片道 - 一般350円、小学生以下180円
- ロープウェイとのセット料金あり（上述）
- 団体（15名以上）割引、シニア割引、修学旅行料金の設定あり

## 藻岩山観光自動車道
1958年（昭和33年）夏開催の北海道大博覧会を視野に、観光と市勢の伸展を目的として1957年（昭和32年）より藻岩山の中腹に至るロープウェイとともに山頂を通る観光有料道路の新設が進められ、陸上自衛隊の手により同年10月末には貫通し、翌1958年（昭和33年）7月、北ノ沢から山頂までの自動車道が開通した。
その後、観光自動車道は2011年（平成23年）の藻岩山山頂施設の改装に伴い、中腹駐車場までに縮小された。

## 旧藻岩ドリームランド
かつてロープウェイ山麓駅の傍らより、ジェットコースターやゴーカート、観覧車、洋弓（アーチェリー）場といった遊具施設のほか、エゾシカ園を備えた「藻岩山ドリームランド」（藻岩山ロープウェイ山ろく遊園地）という施設が存在したが、1977年（昭和52年）に閉園。その後撤去され、往時の面影はない。ジェットコースターや観覧車などの遊具施設は、北海道百年記念北海道大博覧会真駒内会場「子供の世界のファミリーランド」から移設されたものであった。

## 藻岩山の日
藻岩山山開き（6月1日）の前日である5月31日が、標高の531メートルに符合することから、近年は毎年5月31日を「もいわ山の日」として、この前後の数日には藻岩山観光運営委員会が企画したイベントが催されている。